# Spodnje Gruškovje
Spodnje Gruškovje je naselje v Občini Podlehnik. Nastalo je leta 1974 z razdelitvijo naselja Gruškovje na ločeni naselji Spodnje Gruškovje in Zgornje Gruškovje. Leta 2015 je imelo 43 prebivalcev.